# Cmentarz ewangelicki w Tarnowskich Górach
Cmentarz ewangelicki w Tarnowskich Górach – istniejąca w latach 1780–1967 nekropolia wyznania ewangelickiego, która znajdowała się w Tarnowskich Górach, na obszarze tzw. Krakowskiego Przedmieścia (niem. Krakauer Vorstadt), przy współczesnej ulicy Marszałka Józefa Piłsudskiego.

## Historia

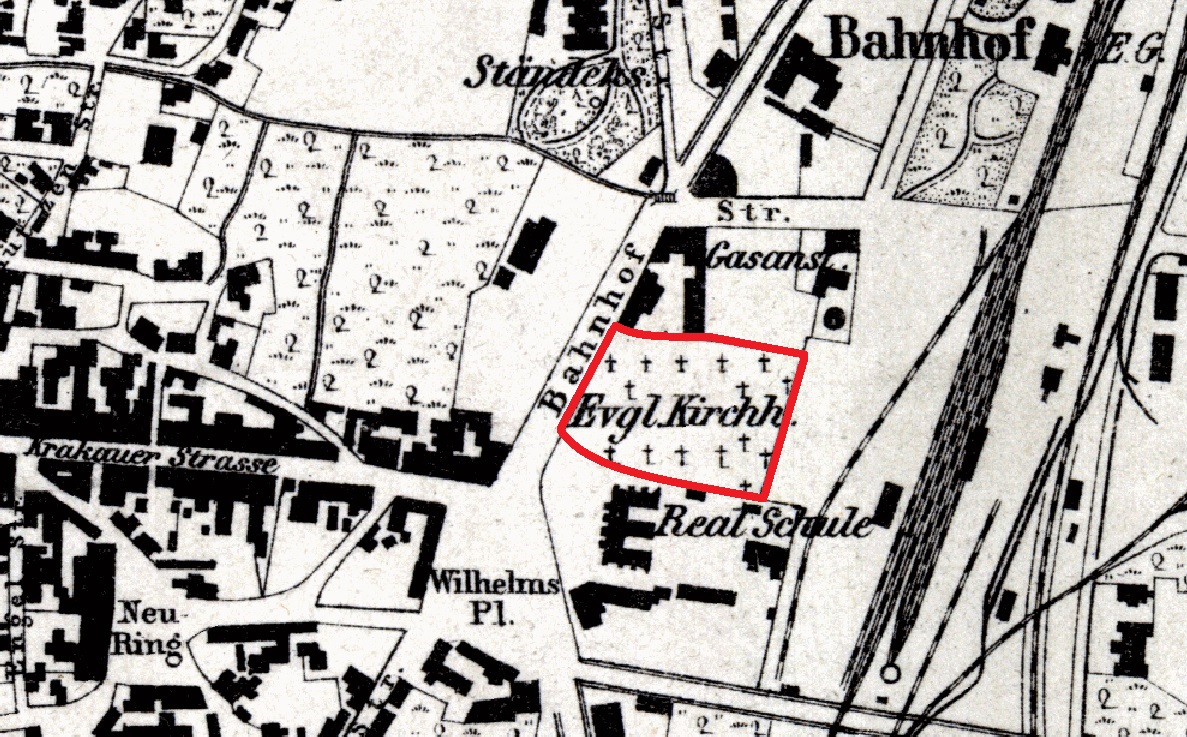
Cmentarz ewangelicki (zaznaczony na czerwono) na fragmencie niemieckiej mapy topograficznej z roku 1883

Po podpisaniu 11 czerwca 1742 roku pokoju we Wrocławiu kończącego I wojnę śląską, Tarnowskie Góry wraz z niemal całym Śląskiem utracone zostały przez Monarchię Habsburską i przeszły pod panowanie Królestwa Prus. Jeszcze w tym samym roku na mocy zarządzenia króla Fryderyka II w mieście powstał jeden z pierwszych górnośląskich zborów ewangelickich i po ponad stu latach tarnogórscy protestanci mogli znów oficjalnie wyznawać swoją religię. Nadal istniała jednak pewna łączność ewangelików z parafią katolicką; do 1757 roku prowadzone były wspólne księgi metrykalne, natomiast do 1780 roku zmarli wierni protestanccy chowani byli na specjalnie wydzielonym miejscu na cmentarzu katolickim przy kościele św. Anny. Wiązało się to z wnoszeniem do kasy parafii katolickiej opłaty w wysokości 68 srebrnych groszy od każdego pogrzebu.
W 1780 roku parafianin i wójt miejski (według innych źródeł mieszczanin , pracownik kopalni galmanu  lub urzędnik górniczy) Johann Jacob Heppner podarował gminie ewangelickiej grunt pod założenie cmentarza, zlokalizowany za ówczesnymi granicami miasta, na obszarze tzw. Krakowskiego Przedmieścia (niem. Krakauer Vorstadt). Oficjalnego poświęcenia nowej, otoczonej ceglanym murem , nekropolii dokonał 19 sierpnia tego samego roku proboszcz parafii ewangelickiej, ks. Johann Wilhelm Pohle.

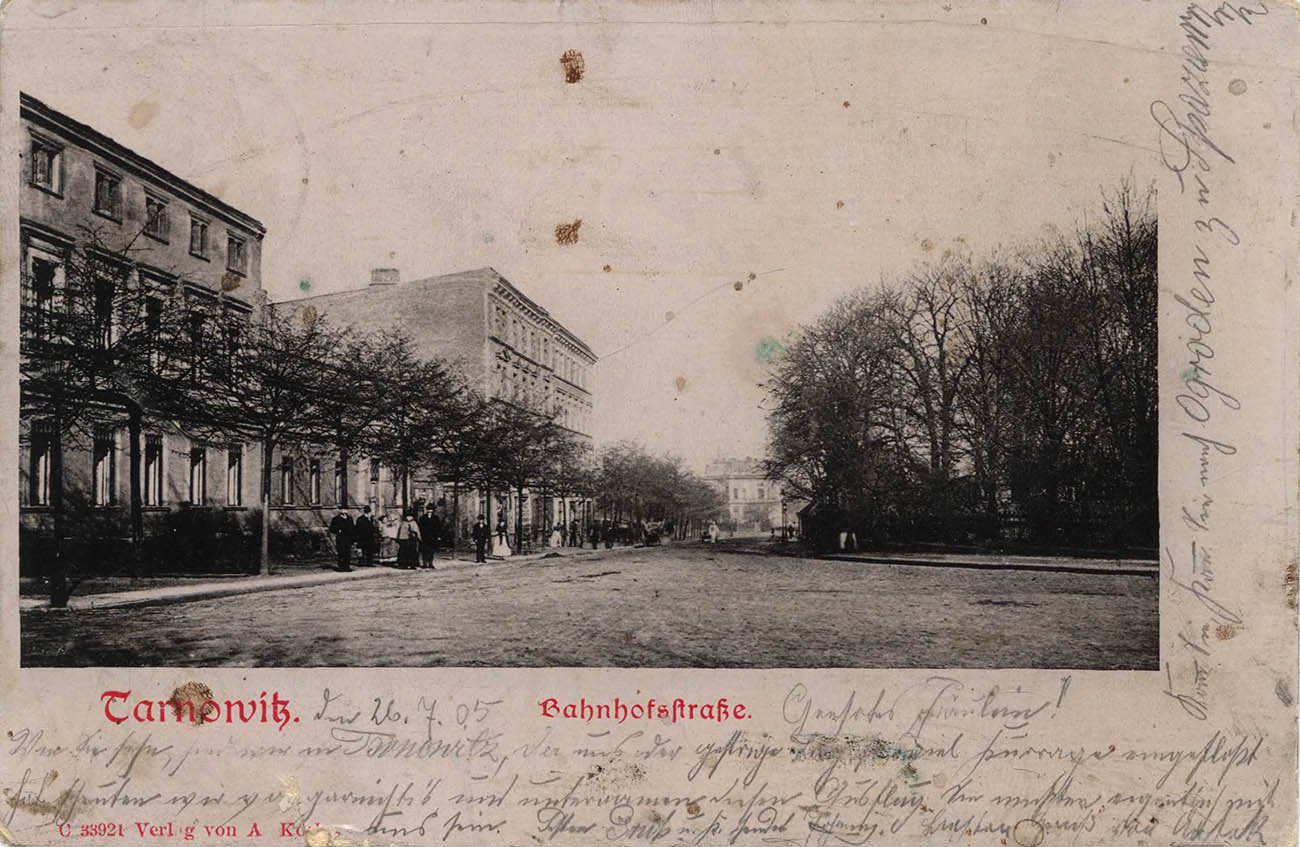
Bahnhofstraße w Tarnowskich Górach. Zadrzewienia cmentarza widoczne po prawej. Pocztówka z 1900 roku

Wraz z upływem lat cmentarz, pierwotnie założony za miastem, znalazł się w ścisłym jego centrum; w I połowie XIX wieku bramy miejskie – w tym położoną najbliżej nekropolii Bramę Krakowską – rozebrano, następnie po zachodniej stronie cmentarza wytyczono ulicę prowadzącą do dworca kolejowego, która w II poł. XIX w. otrzymała urzędową nazwę Bahnhofstraße (później ul. Dworcowa, a obecnie ul. Marszałka Józefa Piłsudskiego). W 1865 roku na działce przylegającej do cmentarza od północy zbudowano miejską gazownię (została ona rozbudowana w latach 1909–1910), od strony południowej wzniesiono w 1872 roku monumentalny neorenesansowy gmach szkoły realnej (obecnie budynek II Liceum Ogólnokształcącego), zaś na wschód od cmentarza przebiegały tory kolejowe . Pod koniec XIX wieku wzdłuż Bahnhofstraße w bliskim sąsiedztwie nekropolii zaczęły powstawać okazałe kamienice mieszczańskie, a w latach 1908–1909 wzniesiono także nowy budynek poczty.
Między innymi z tego względu w okresie międzywojennym podejmowano próby zlikwidowania nekropolii ewangelickiej. W 1934 roku poczyniono „kroki wstępne” w staraniach o zaprzestanie pochówków na cmentarzu, a 4 lutego roku następnego parafia ewangelicka zaprzestała pochówków w przedniej (zachodniej) części cmentarza, położonej najbliżej ulicy Dworcowej. Część tylna (wschodnia) cmentarza nie została jednak zamknięta ze względu na trudną sytuację finansową parafii i brak środków na likwidację starego i założenie nowego cmentarza, który miał powstać na działce przy ulicy Starotarnowickiej .

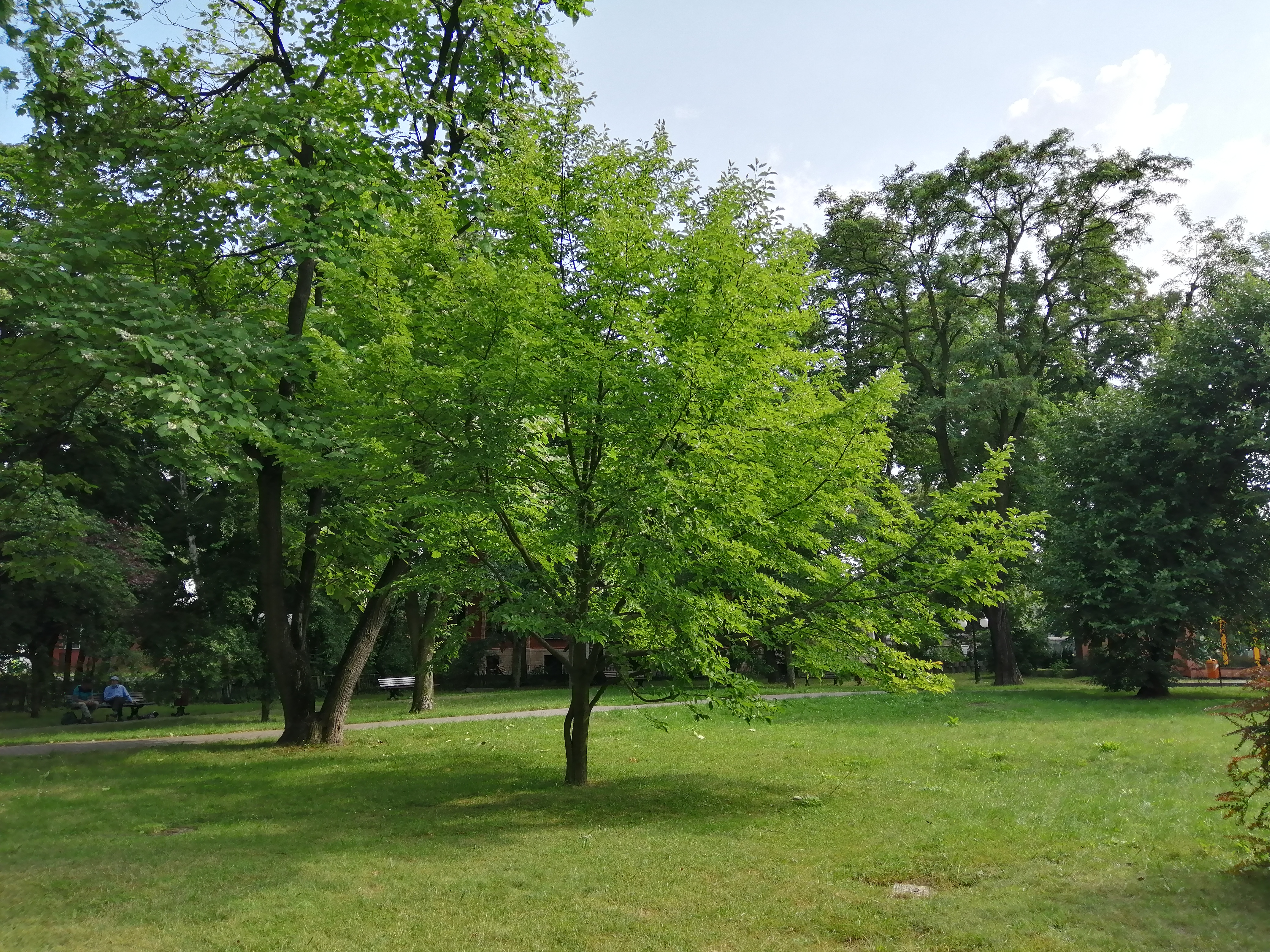
Teren dawnego cmentarza w 2021

Starosta tarnogórski Paweł Mierzwa zamknął nekropolię zarządzeniem z dnia 16 września 1935 roku, uzasadniając tę decyzję rzekomym zagrożeniem epidemicznym dla miasta. Wkrótce jednak ze względów proceduralnych decyzja ta została uchylona przez wojewodę śląskiego. Kolejne próby likwidacji cmentarza podejmowane były w latach 1937–1939, lecz negocjacje przerwał wybuch II wojny światowej .
Krótko po wojnie cmentarz zamknięto, a parafian ewangelickich chowano na cmentarzu ewangelickim w Strzybnicy oraz na wydzielonym fragmencie cmentarza żydowskiego w Tarnowskich Górach. Ostateczna decyzja o likwidacji ewangelickiej nekropolii zapadła w 1966 roku, a już w 1967 roku na polecenie władz miasta Rejonowe Przedsiębiorstwo Robót Budowlanych zburzyło otaczający ją mur z czerwonej cegły   oraz usunęło nagrobki. Ekshumacji szczątków najprawdopodobniej w ogóle nie przeprowadzono  lub przeprowadzono częściowo . W sąsiedztwie ulicy w miejscu dawnej przedniej części cmentarza założono skwer z trawnikami, alejkami i ławkami  , natomiast część tylna pozostawała niezagospodarowana, z biegiem lat była coraz bardziej zrujnowana oraz stała się miejscem libacji alkoholowych .
Na początku lat 90. XX wieku w miejscu dawnej gazowni oraz na fragmencie zlikwidowanego cmentarza wybudowano halę targową. Podczas prac budowlanych natrafiono na rzędy niezidentyfikowanych szkieletów; być może ofiar NKWD lub UB . Część wschodnią przejęło II Liceum Ogólnokształcące im. Stanisława Staszica, urządzając tam bieżnię lekkoatletyczną .
Do czasów współczesnych zachował się starodrzew porastający dawną nekropolię, figurujący w Gminnej Ewidencji Zabytków Miasta Tarnowskie Góry .
W latach 2020 i 2021 przedstawione zostały wstępne koncepcje modernizacji istniejącego w miejscu cmentarza skweru znajdującego się między halą targową a liceum   .

## Pochowani na terenie cmentarza

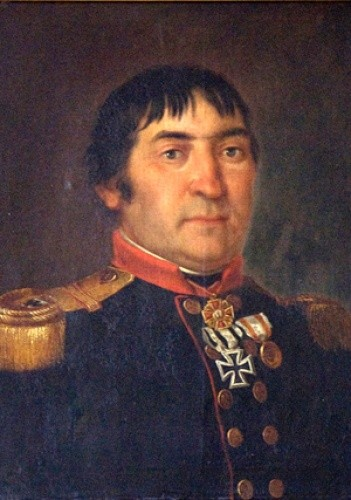
August de Boscamp-Lasopolski (1821)

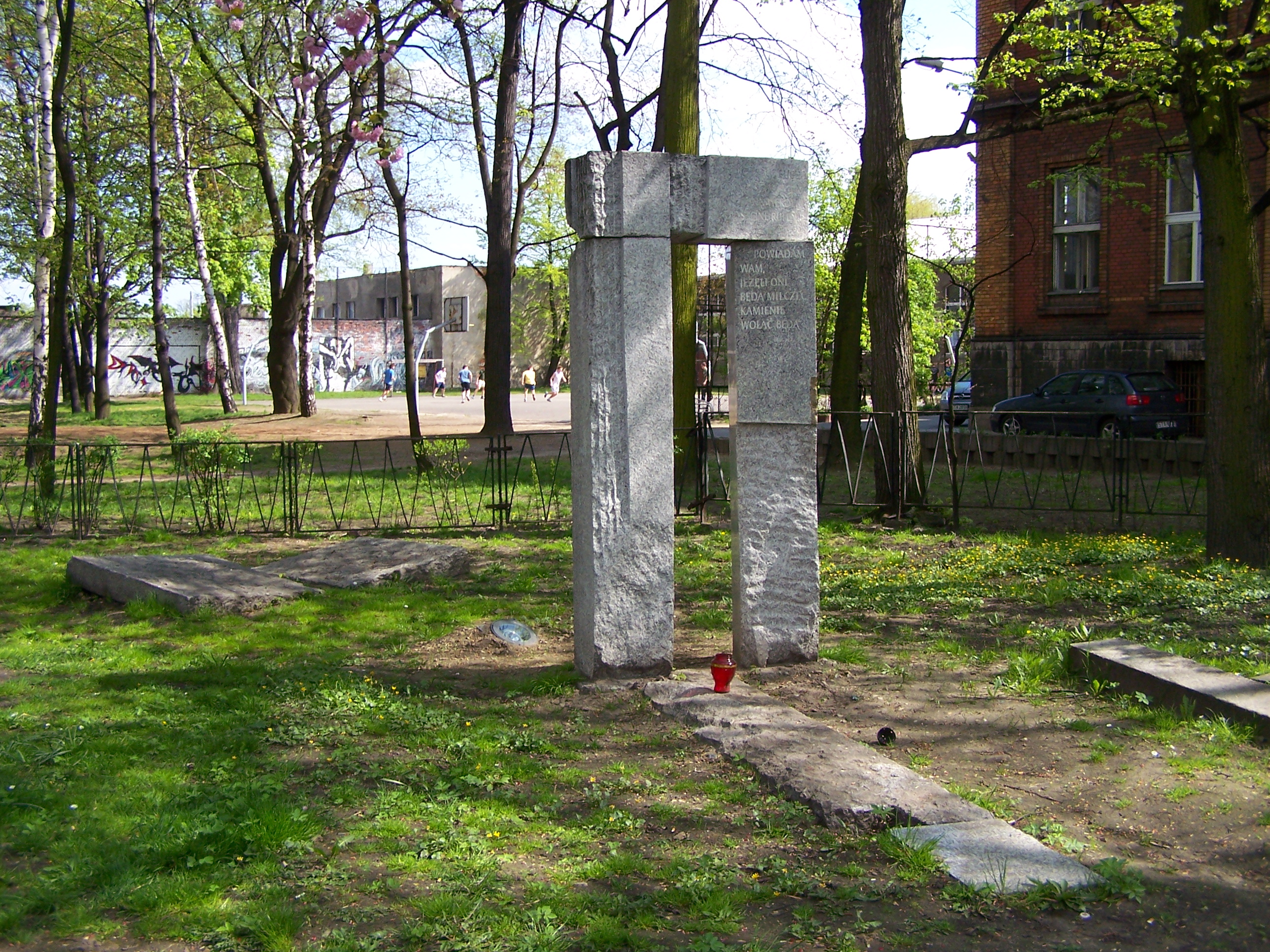
Pomnik upamiętniający cmentarz ewangelicki (2008)

Spośród zmarłych pochowanych na tarnogórskim cmentarzu znani z imienia i nazwiska są m.in. pastorzy miejscowej parafii ewangelickiej, księża: Johann Wilhelm Pohle (zm. 3 maja 1801), Carl Wilhelm Naglo (zm. 30 kwietnia 1832) i Carl Christian Weber (zm. 13 kwietnia 1890), poza tym z zachowanych zdjęć wiadomo, że na nekropolii znajdował się również grób Augusta de Boscamp-Lasopolskiego, tajnego nadradcy górniczego, założyciela i pierwszego mistrza loży masońskiej „Silberfels”, syna Karola .
Również przedstawiciele znanych tarnogórskich rodów takich jak Boehmowie, Sedlaczkowie (założyciele i wieloletni właściciele słynnej winiarni działającej przy tarnogórskim rynku) czy Lukaschikowie (właściciele działającej w mieście od 1845 roku fabryki mydła) znaleźli na tym cmentarzu swoje miejsce pochówku . Na cmentarzu pochowany był również generał major Arvid von Carnall, ojciec Rudolfa von Carnalla.

## Upamiętnienie
Z inicjatywy Tarnogórskiej Fundacji Kultury i Sztuki w celu upamiętnienia zlikwidowanego cmentarza, 26 maja 2007 roku odsłonięto w jego miejscu pomnik według projektu Artura Lubosa . Monument ma formę wąskiej bramy złożonej z trzech granitowych bloków, z wyrytymi słowami nawiązującymi do ewangelii wg św. Łukasza w języku polskim i niemieckim: Powiadam wam, jeżeli oni będą milczeć, kamienie wołać będą  oraz tablicą z napisem: W tym miejscu w latach 1780–1967 istniał cmentarz ewangelicki. Tarnogórzanie dla Pamięci 2007 . Uroczystość miała charakter ekumeniczny i udział w niej wziął m.in. biskup Tadeusz Szurman.